# Yaya Kairaba Kaba
Pour les articles homonymes, voir Kaba.
Yaya Kairaba Kaba, est un homme politique guinéen.
Il est ministre de la Justice et des Droits de l'Homme au sein du Gouvernement Bah Oury depuis le 13 mars 2024.

## Biographie
Yaya Kairaba est diplôme de l'université de Conakry en 1980, de l'école nationale d'administration - ENAM de Dakar au Sénégal puis de l'école nationale de la magistrature de Paris en France.

## Parcours professionnel
Yaya Kairaba Kaba a été successivement juge de paix, procureur de la république et procureur général en république de Guinée.
Avant d'être ministre, Yaya Kairaba Kaba était inspecteur général des services judiciaires et pénitentiaires et porte-parole dudit département.
Le 13 Mars 2024, il accède par décret à la fonction de Ministre de la Justice et des Droits de l'Homme, en remplacement d'Alphonse Charles Wright,.